# اچ‌ام‌کیواس پالوما
اچ‌ام‌کیواس پالوما (به انگلیسی: HMQS Paluma) یک کشتی بود که طول آن ۱۲۰ فوت (۳۷ متر) بود. این کشتی در سال ۱۸۸۴ ساخته شد.